# Atyrá
Atyrá es una ciudad de Paraguay, ubicada sobre la cordillera de Altos, en el distrito homónimo del departamento de Cordillera. Inicialmente llamada Atyha, fue fundada por el gobernador Domingo Martínez de Irala en el año 1538. Actualmente es conocida como la Capital Ecológica del Paraguay.
Atyrá es considerada la “Ciudad más limpia del Paraguay”, la séptima más limpia de América y la octava comunidad saludable a nivel mundial, certificado por la OMS/OPS. También fue declarada “Capital Ecológica del Paraguay”, en virtud de un Decreto del Gobierno Nacional. Está ubicada a 61 km de la capital del país, Asunción.

## Toponimia
Inicialmente esta ciudad recibió el nombre de “Atyha”, palabra de origen guaraní. En sus comienzos era una aldea indígena, y se la denominaba así porque era el lugar de reunión o asamblea de sus miembros.

## Historia
Fue fundada por el teniente gobernador Domingo Martínez de Irala el 4 de octubre de 1538. Dicha fundación tuvo lugar a la sombra de siete plantas de Yvapovó, en un lugar utilizado por los indígenas del lugar como punto de reunión, de ahí el nombre de “Atyhá”, que finalmente pasó a ser “Atyrá”. Ya en el año 1580, los misioneros franciscanos, dirigidos por Alonso de San Buenaventura y Fray Luis de Bolaños, realizaron la fundación religiosa de los pueblos de Altos, Atyrá, Tobatí y Yaguarón.

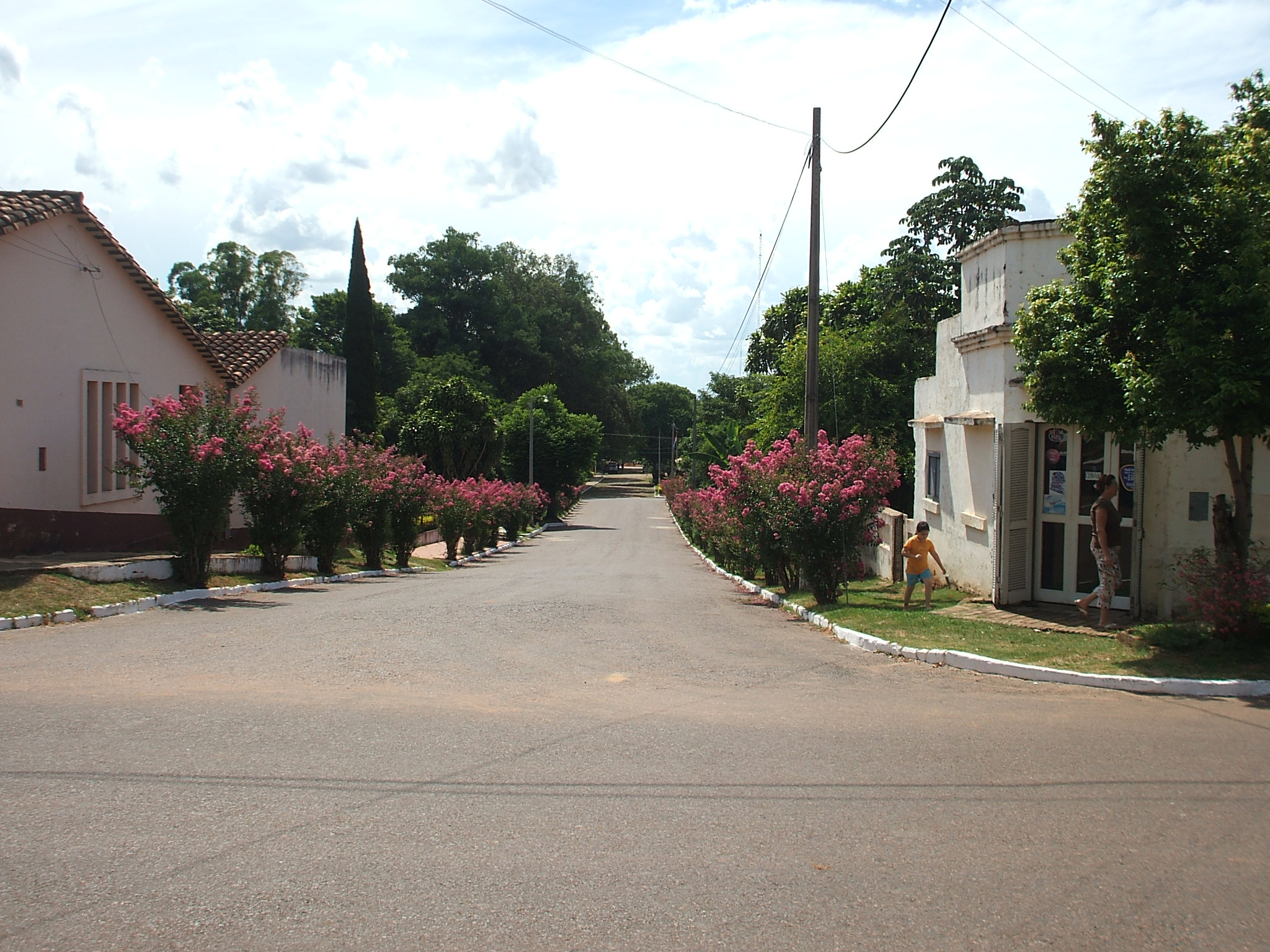
Calle de un barrio de la ciudad.

## Geografía
Ubicada sobre la Cordillera de Altos, cuenta con extensiones de rocas que se elevan formando pequeñas ondulaciones geográficas. Es una ciudad rica en bellezas naturales.
Atyrá tiene variados arroyos que brindan las posibilidades de disfrutar de un agradable baño y practicar deportes. Un atractivo interesante resulta el Chorro Carumbey, que significa “Arroyo de Tortuga”.

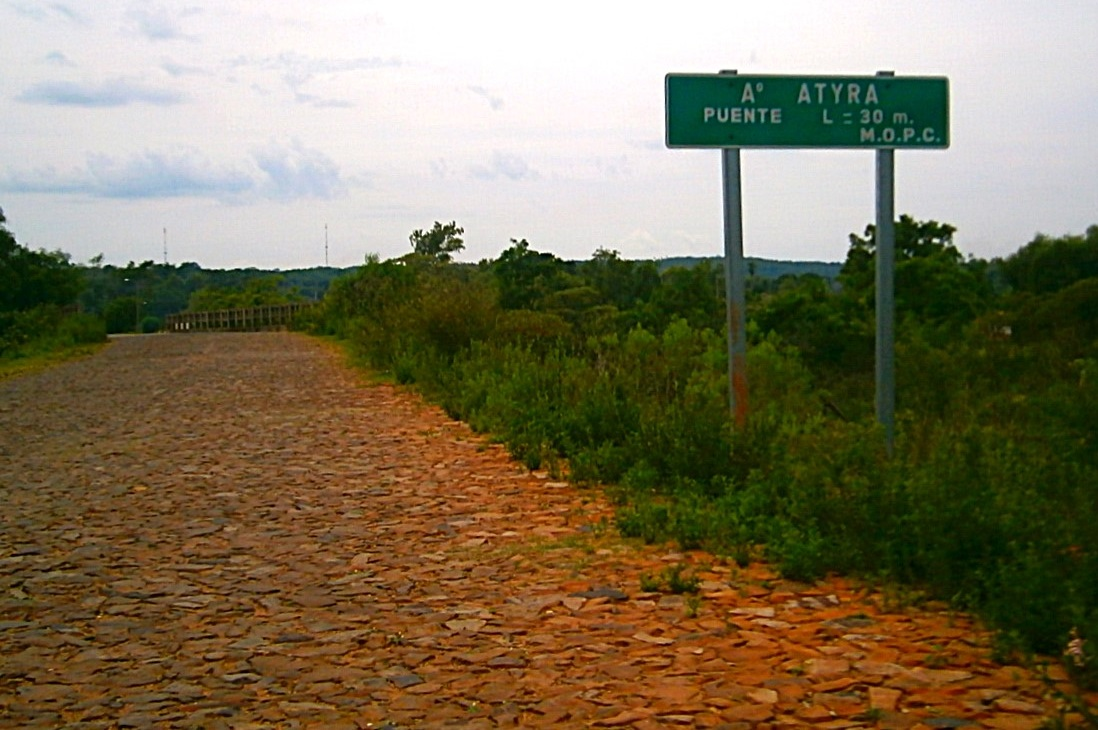
Puente de camino vecinal Altos-Atyrá sobre el arroyo Atyrá.

Límites

Limita al norte con la ciudad de Arroyos y Esteros; al noroeste, con Loma Grande; al sur limita con Tobatí; al oeste, con Altos; y al suroeste limita con San Bernardino e Ypacaraí

### Clima
Su clima es templado y seco. La temperatura promedio anual es de 22 °C, pudiendo alcanzar hasta 39 °C en el verano y 3 °C en invierno.

## Demografía
La población de Atyrá es de 15 988 habitantes, según datos oficiales del censo paraguayo de 2022. La densidad de la población es de 70 hab./km

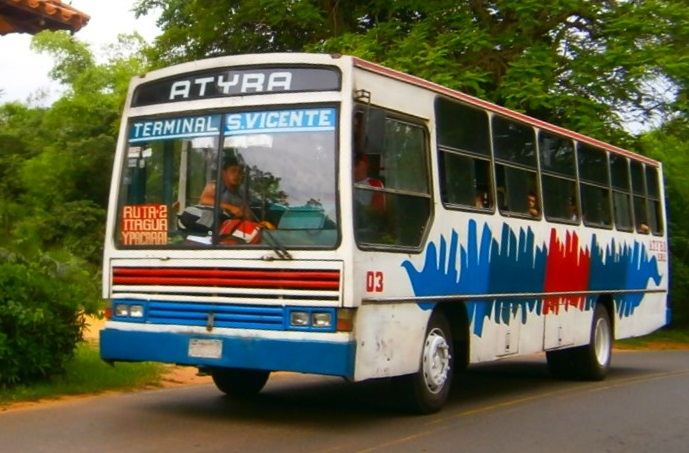
Colectivo de la empresa Transportes Atyrá SRL saliendo de Atyrá.

### Barrios y Distritos
La mayoría de las viviendas de Atyrá son modernas, quedando algunas del siglo XIX. Atyrá conserva en su arquitectura detalles de las construcciones típicas de la época de la Colonia, así podemos encontrar casas con techos de paja y rodeadas de árboles y palmeras típicas de la zona.
La ciudad está dividida en área urbana y rural.
En el área urbana encontramos los barrios de San Antonio, San Blas, Las Mercedes y María Auxiliadora
En el área rural se encuentran las localidades de Candia, San Francisco, San Vicente, General Bernardino Caballero, Zanja Jhu, Moñairy, Caacupemí, Tacuaty, Mbururú, Candia Loma, Carumbey, Cauguá, Potrero y Monte Alto, entre otras.
Zanja Jhu: Compañía de la Ciudad de Atyrá, donde conviven 6 barrios.

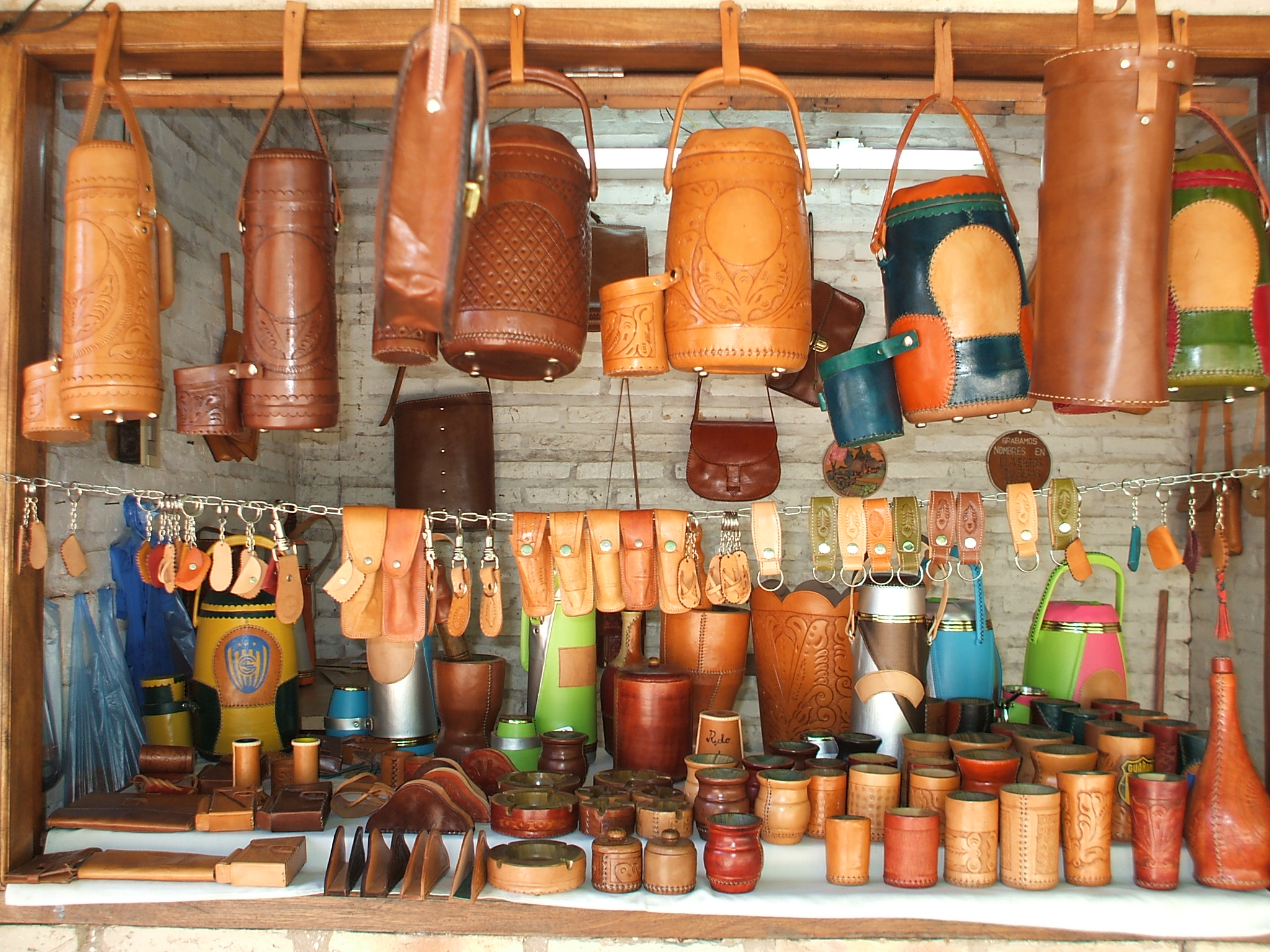
Artesanía en Cuero, Atyrá.

## Economía
Atyrá es una ciudad principalmente agrícola y ganadera, siendo éstas las principales ocupaciones de sus habitantes. sobre todo los que habitan las zonas aledañas al pueblo.
Cuentan también con fábricas de aceite y aserraderos. Su producción se orienta hacia la industrialización del coco para la fabricación de aceite.
La actividad productiva de su gente, mantiene la continuidad de las características artesanales de la Colonia, sobre todo se destaca el trabajo en talabartería.
La Lana, es muy utilizada en piezas artesanales producida en pueblos tales como San Miguel, Carapeguá y otros.  Con ella se realizan ponchos de lana gruesa y de lana fina, chales, mantas y hamacas. 
El Cuero, se trabaja de modo artesanal desde la época de las misiones en sitios como Atýra, Caacupe, Tobatí, Concepción y otros, se producen portafolios, billeteras, carteras, así como, posa fuentes, porta lápices y otros.
Los trabajos en Madera son muy populares y extendidos desde la época de los Franciscanos y los Jesuíticas.  Se pueden encontrar todo tipo de figuras: animales, tallas religiosas, guampas para el tereré e instrumentos musicales (arpas y guitarras).  Los centros de producción son muy variables dependiendo de los objetos producidos.
También resaltan las obras de los "santeros" (escultores de íconos en maderas que se nutren en la rica tradición jesuítica) y los instrumentos musicales (guitarras y arpas) elaborados con maderas nativas y son muy apreciados en todo el mundo.
En la Orfebrería, se destaca la FILIGRANA. Con hilos de oro o plata unidos u soldados con mucha perfección y delicadeza se producen joyas muy originales.

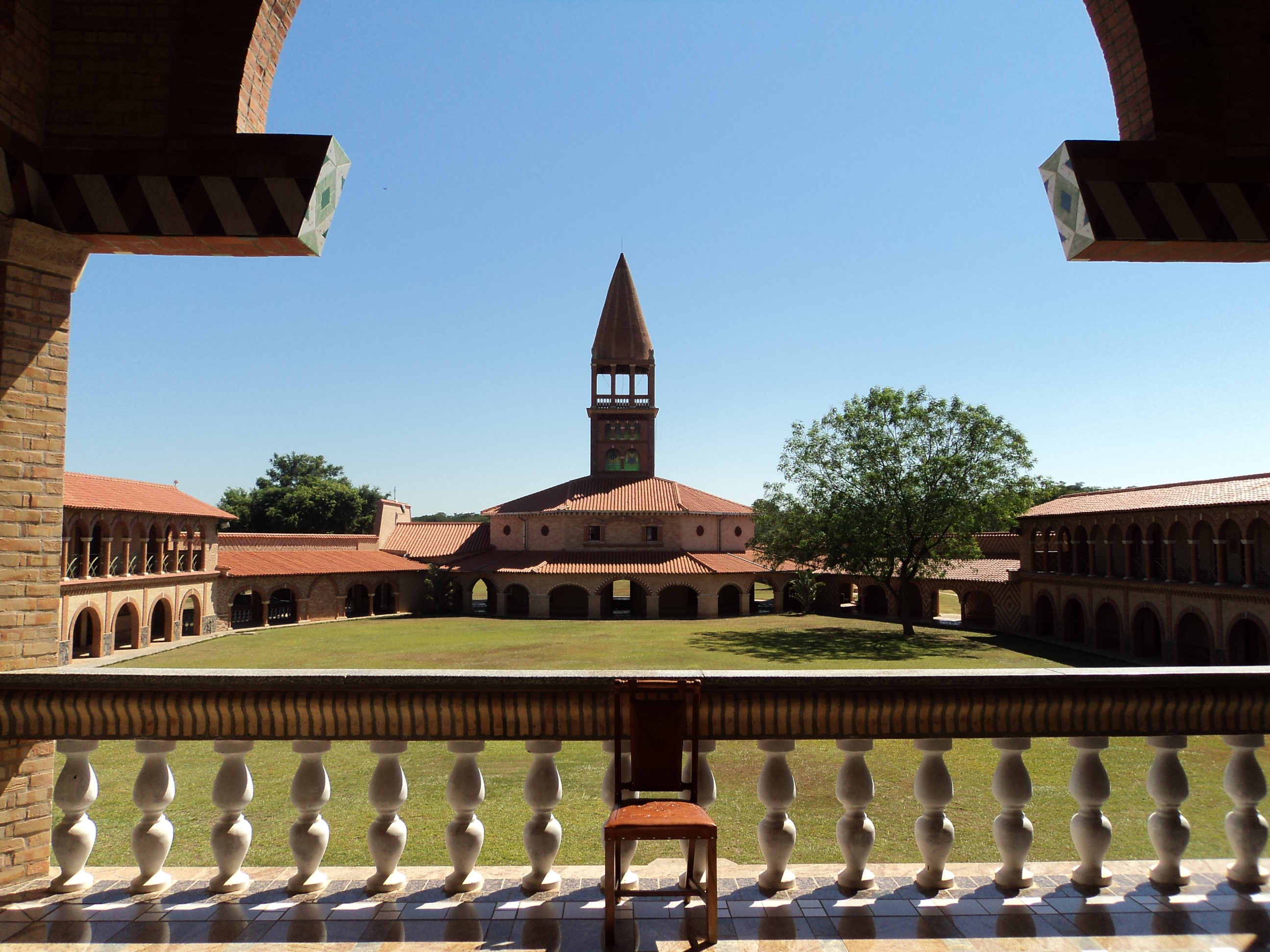
Centro Polifuncional Marianela vista del patio, al fondo la capilla y la torre.

## Cultura
La ciudad ofrece una “Casa de la cultura” que puede ser visitada para apreciar artesanías producidas por los pobladores de la ciudad.
En el año 2007 se inauguró un complejo edilicio denominado Centro Polifuncional Redentorista "Marianela", construido por la congregación Redentorista con ayuda de fieles italianos, especialmente de Verona. La construcción que se inició en el año 2003, dando trabajo a mucha mano de obra local, participando la población activamente en la ejecución de este proyecto.

Por su parte, el Museo San Francisco de Atyrá ofrece exposición permanente de fotografías históricas, objetos y artesanías.

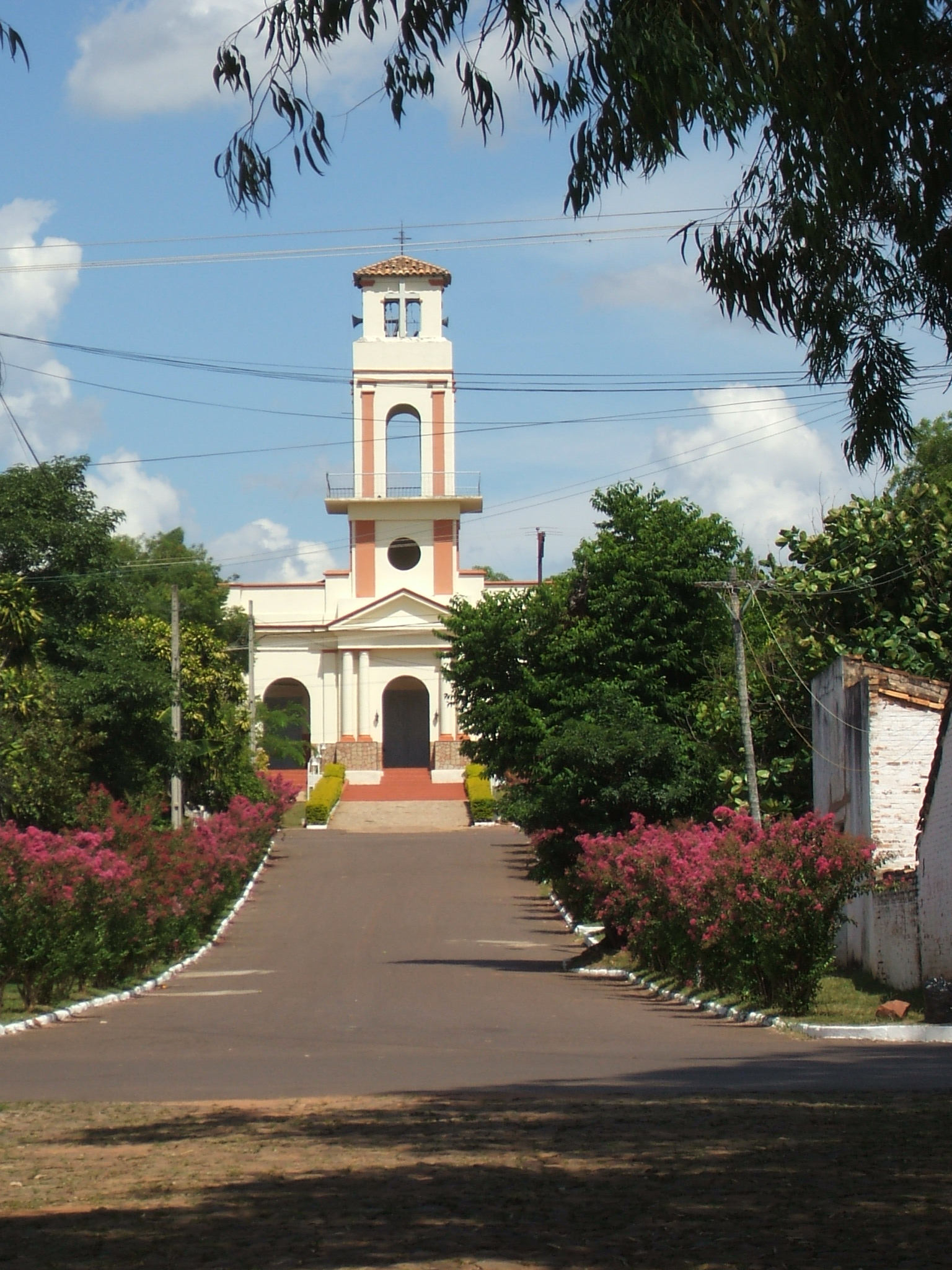
Iglesia de Atyrá.

### Iglesia de Atyrá
La Iglesia de Atyrá se ha constituido en un Museo de Arte Sacro, que muestra hermosos tallados en madera producidas por indígenas desde el año 1580, con un marcado estilo barroco hispano-guaraní.
Hacia el año 1782 comenzó la construcción de la iglesia del pueblo, impulsada por el cura Almada, quien además, hizo propia la tarea de impulsar entre los habitantes, el desarrollo de los oficios mecánicos y artesanales.
La Iglesia de Atyrá fue renovada en el año 1852 por orden del entonces presidente del Paraguay, Carlos Antonio López. Este templo fue reemplazado por el actual y definitivo en 1928.
A partir de ese momento, se produjo el desarrollo y crecimiento del pueblo, que tomó como referencia al templo, como es tradicional en el desarrollo de los pueblos del Paraguay. Tres de los cuatro lados de la edificación sirvieron como punto de partida, ya que las paredes que dan hacia el sudeste no presentan edificaciones adyacentes. Es así que esta particular iglesia no está ubicada en el epicentro de la ciudad y se constituye en una hermosa perspectiva de avenida, el punto de llegada o de finalización del pueblo. Esta iglesia conserva aún en su interior, el antiguo altar mayor erigido en el siglo XVIII y las imágenes de esa época que representan a la Virgen de los Dolores, San Francisco, Santa Lucía, la Virgen de la Candelaria, María Auxiliadora y Santa Catalina entre otras, todas ellas creadas bajo la orientación de los sacerdotes misioneros franciscanos.